# Милосердов, Владимир Иванович
Влади́мир Ива́нович Милосе́рдов (26 июля 1926, Пахотный Угол — 29 сентября 2000, Челябинск) — советский и российский театральный актёр, народный артист РСФСР (1980), лауреат Всероссийского смотра горьковской драматургии (1984), лауреат Всероссийского театрального фестиваля по произведениям А. Чехова (1985).

## Биография
Родился в селе Пахотный Угол (ныне — Бондарского района Тамбовской области) в крестьянской семье. После окончания школы-студии МХАТ В. И. Милосердов с 1954—1955 г. работал в драмтеатре Черноморского флота. В 1955 году был зачислен в Челябинский театр драмы, из которого в 1959 году был переведён в театр города Орджоникидзе, а в 1960 году в Краснодарский театр. С 1963 года — вновь актёр Челябинского театра драмы.
В Челябинском театре показал себя в более чем 100 ролях, большая часть которых сохранилась в истории театра. Вёл преподавательскую деятельность, с 1993 года являлся профессором кафедры театрального искусства Челябинской государственной академии культуры и искусства. Среди его учеников: Николай Осминов — актёр, режиссёр Челябинского драматического театра, Анна Рудь — актриса «Студии театрального искусства» Сергея Женовача в Москве, Самарин Евгений — актёр Электротеатра Станиславский, Сергей Михеев — актёр Русского драматического театра республики Башкортостан в Уфе, Мишина Елена — актриса Государственного Русского Драматического театра им. В. Г. Короленко в Ижевске, Тиняков Игорь — директор СПб ГБУК «Камерный драматический театр „Левендаль“».
В течение 20 лет возглавлял Челябинское отделение Союза театральных деятелей. Артист активно выступал на творческих встречах со зрителями в цехах заводов, образовательных учреждений, воинских частях, на селе. Создал программу «Демон» (по М. Лермонтову), «Поэзия против войны», «Сатира и юмор».
Принимал участие в общественно-политической жизни Челябинска, был членом горкома и райкома КПСС, депутатом городского Совета, народным депутатом нескольких созывов.
Скончался 29 сентября 2000 года после тяжёлой продолжительной болезни. Похоронен на Успенском кладбище в Челябинске.
В 2005 году вдова Милосердова передала в фонд Научной библиотеки Челябинского государственного института культуры более 300 книг, документов, рукописей и личных вещей артиста.

### Семья
- жена — Анна Васильевна Милосердова, после окончания Московского полиграфического института работала редактором газеты[2].

## Роли в Челябинском театре драмы
1950-е
- «Бесприданница» А. Островского — Важеватов
- «Битва в пути» по одноимённому роману Г. Николаевой — Сугробин
- «Рождённые временем» Л. Митрофанова — Лу-ди-хай
- «Фабричная девчонка» В. Володина — Бабичев

1960-е
- «104 страницы про любовь» Э. Радзинского — Карцев
- «Авзянская казачка» А. Лазарева — Мулыгин
- «Варвары» М. Горького — Монахов
- «Девушка с улицы Надежды» М. Шатрова — Хмель
- «Дело Артамоновых» М. Горького — Тихон
- «Зыковы» М. Горького — Мурашов
- «Как закалялась сталь» Н. Островского — Корчагин
- «Конармия» И. Бабеля — Гулевой
- «Король Лир» У. Шекспира — Эдгар
- «Люди уходят в океан» П. Лебеденко — Смайдов
- «Мария» А. Салынского — Бокарев
- «Между ливнями» А. Штейна — Ленин
- «Перебежчик» братьев Тур — Рубцов-старший
- «Пресс-атташе в Токио» М. Маклярского и К. Рапопорта — Кнурсен
- «Совесть» Павлова — Зеленкевич
- «Филумена Мартурано» Э. Де Филиппо — Микеле
- «Царь Юрий» В. Соловьёва — Емеля
- «Человек и глобус» В. Лаврентьева — Бармен
- «Чти отца своего» В. Лаврентьева — Максим
- «Эмигранты» Сафронова — Курбатов

1970-е
- «17 мгновений весны» Ю. Семёнова — Штирлиц
- «Алёна Арзамасская» К. Скворцова — Убогий
- «Антоний и Клеопатра» У. Шекспира — Антоний Помпей
- «Бал манекенов» Б. Ясенского — Господин Арйо
- «Баня» В. Маяковского — Иван Иванович
- «Берег» Ю. Бондарева — Самсонов
- «Беседы при ясной луне» В. Шукшина — Тимофей Худяков
- «Валентин и Валентина» М. Рощина — Прохожий
- «Гнездо глухаря» В. Розова — Судаков
- «Горячее сердце» А. Островского — Градобоев
- «Долги наши» Э. Володарского — Крутов
- «Егор Булычев и другие» М. Горького — Егор Булычев
- «Забыть Герострата» Г. Горина
- «Моё сердце с тобой» Ю. Чепурина — Мефодьев
- «Муж и жена снимут комнату» М. Рощина — отец Алёши
- «Неравный брак» Б. Рацера и В. Константинова — Владимир Михайлович
- «Отечество мы не меняем» К. Скворцова — Генерал
- «Превышение власти» В. Черных
- «Протокол одного заседания» А. Гельмана — Айзатуллин
- «Прошлым летом в Чулимске» А. Вампилова — Дергачёв
- «Пять вечеров» А. Володина — Ильин
- «Ракурсы» А. Кургатникова — Векшин
- «Русские люди» К. Симонова — Глоба
- «Самый последний день» Б. Васильева — Комиссар
- «Село Степанчиково» Ф. Достоевского — Опискин
- «Случай в метро» Э. Боэр — Маккэн
- «С любимыми не расставайтесь» А. Володина — Коровин
- «Сталевары» Г. Бокарева — Варламов
- «Тиль» Г. Горина — Рыбник
- «У времени в плену» А. Штейна — Всеволод
- «Человек со стороны» И. Дворецкого — Рябинин

1980-е
- «Барабанщица» А. Салынского — Митрофанов
- «Беглая студентка» А. Салынского — Дюбич
- «Брестский мир» М. Шатрова — Ленин
- «Западная трибуна» К. Скворцова
- «Зинуля» А. Гельмана — Виктор Николаевич
- «Кафедра» В. Врублевской — Брызгалов
- «Король Лир» У. Шекспира — Лир
- «Любовь Яровая» К. Тренёва — Горностаев
- «Моцарт и Сальери» А. Пушкина
- «Привидения» Г. Ибсена — пастор Мандерс
- «Родненькие мои» А. Смирнова — Тесть
- «Русский вопрос» К. Симонова — Макферсон
- «Фальшивая монета» М. Горького — Яковлев
- «Хищники» А. Писемского — Зыров
- «Чайка» А. Чехова — Сорин
- «Я — женщина» В. Мережко — Таксист

1990-е
- «Антихрист» Д. Мережковского — Граф Толстой
- «Анфиса» Л. Андреева — Аносов)
- «Безотцовщина» А. Чехова — Глагольев
- «Зойкина квартира» М. Булгакова — Гусь-Ремонтный
- «Игра» Э. Шеффера — Эндрю Уайк
- «Какой грандиозный бардак» Э. Ионеско
- «Круг» С. Моэма — Клайв
- «Провинциальные анекдоты» А. Вампилова — Калошин
- «Смотрите, кто пришел» В. Арро — Табунов
- «Театр времен Нерона и Сенеки» Э. Радзинского — Сенека
- «Царь Фёдор Иоанович»А. Толстого — Луп-Клешнин

2000-е
- «Вишнёвый сад» А. Чехова — Фирс)[2].

## Звания и титулы
- заслуженный артист РСФСР (5 февраля 1969);
- народный артист РСФСР (20 марта 1980).

## Премии и награды
- премия на Всероссийском смотре горьковской драматургии[5] (1984);
- премия на Всероссийского театрального фестиваля по произведениям А. Чехова[5] (1985);
- приз городской газеты «Вечерний Челябинск» за роль короля Лира в постановке Наума Орлова по одноимённой трагедии Шекспира;
- орден Трудового Красного Знамени (1986)[1].

## Память

Мемориальная доска на проспекте Ленина, 50

В 2001 году Челябинское отделение Союза театральных деятелей России названо именем В. И. Милосердова, его имя также носит Дом актёра в Челябинске.
В честь актёра в июне 2006 года на доме № 50 по проспекту Ленина, где он проживал с 1970 года, установлена мемориальная доска.
Региональный фестиваль-конкурс индивидуальных актёрских работ с 2013 года носит имя В. И. Милосердова.